# Botean, Bihor
Botean este un sat în comuna Ineu din județul Bihor, Crișana, România.

## Vezi și
- Biserica de lemn din Botean

 Acest articol despre o localitate din județul Bihor este deocamdată un ciot. Puteți ajuta Wikipedia prin completarea lui.